# إي. روس أدير
إي. روس أدير (بالإنجليزية: E. Ross Adair) هو محامي ودبلوماسي وسياسي أمريكي، ولد في 14 ديسمبر 1907 في الولايات المتحدة، وتوفي في 5 مايو 1983 في الولايات المتحدة. حزبياً، نشط في الحزب الجمهوري. وقد انتخب سفير وانتخب عضو مجلس النواب الأمريكي.